# Acosmerycoides obscura
Acosmerycoides obscura är en fjärilsart som beskrevs av Clayton Dissinger Mell 1958. Acosmerycoides obscura ingår i släktet Acosmerycoides och familjen svärmare. Inga underarter finns listade i Catalogue of Life.